# Mitsubishi Colt
La Mitsubishi Colt è una berlina di dimensioni compatte prodotta dall'azienda giapponese Mitsubishi Motors Corporation fin dagli anni sessanta e dopo 50 anni di vita, uscita di produzione nel 2012 per essere sostituita dalla Mitsubishi Space Star, venduta come Mirage nei mercati dell'Asia orientale. Nel 2022 è stato annunciato un ritorno del marchio con un nuovo modello, derivato dalla Renault Clio V e commercializzato dal 2023.

## Le serie

### Prima serie (1962-1978)

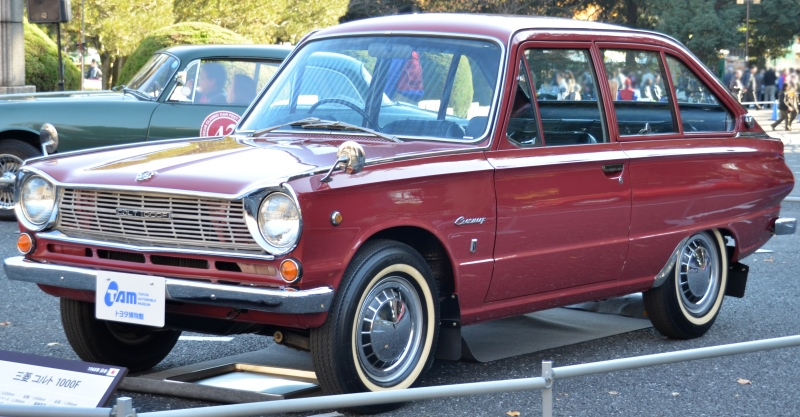
Una Colt I serie

Mitsubishi introdusse il nome Colt nel luglio 1962 per identificare il modello Colt 600, la prima di una serie di auto che erano state create per andare a sostituire il modello Mitsubishi 500, la prima auto prodotta dall'azienda nipponica nel dopoguerra. La Colt 600 era così chiamata per il motore che la equipaggiava, un 594 cm³ OHV a due cilindri raffreddato ad aria.
L'allora conosciuta Mitsubishi Heavy Industries riscontrò un buon successo commerciale per questo modello e decise di non utilizzare il marchio Mitsubishi per commercializzare il modello ma di utilizzare il marchio Colt per identificare una intera gamma di prodotti. Nel luglio 1963 venne introdotta la compatta Colt 1000 più grande della 600, seguita nel novembre 1965 dalla Colt 800 che si inseriva tra i due precedenti per dimensioni e motore, e dalla Colt 1500 la più grande del gruppo.
L'ultima auto a marchio Colt venduta è stata la 1100 presentata nel settembre 1966. La famiglia Colt usci definitivamente di produzione nel 1971 sostituita da una serie di nuovi modelli: la Colt 600 ebbe un'erede diretta nella Mirage (denominazione per il mercato interno giapponese), lanciata nel marzo 1978, i modelli più grandi invece vennero sostituiti pian piano dalle Lancer (berlina compatta, lanciata nel febbraio 1973) e Colt Galant (berlina di segmento superiore, dal dicembre 1969). Con il debutto della nuova gamma Mirage, Lancer e Galant il marchio Colt non venne più utilizzato sostituito definitivamente dal marchio Mitsubishi. In Nuova Zelanda il marchio Colt cessò di esistere già nel 1970 sostituito da quello Mitsubishi mentre nel solo Regno Unito la casa giapponese fondò la Colt Car Company nel 1974, un'azienda che distribuiva sul mercato locale le auto a marchio Colt fino al 1984. In seguito la Colt Car Company cessò di esistere diventando Mitsubishi Motors UK e assorbendo tutta la rete di vendita e la gamma di auto.

## Seconda serie (A150) (1978-1987)

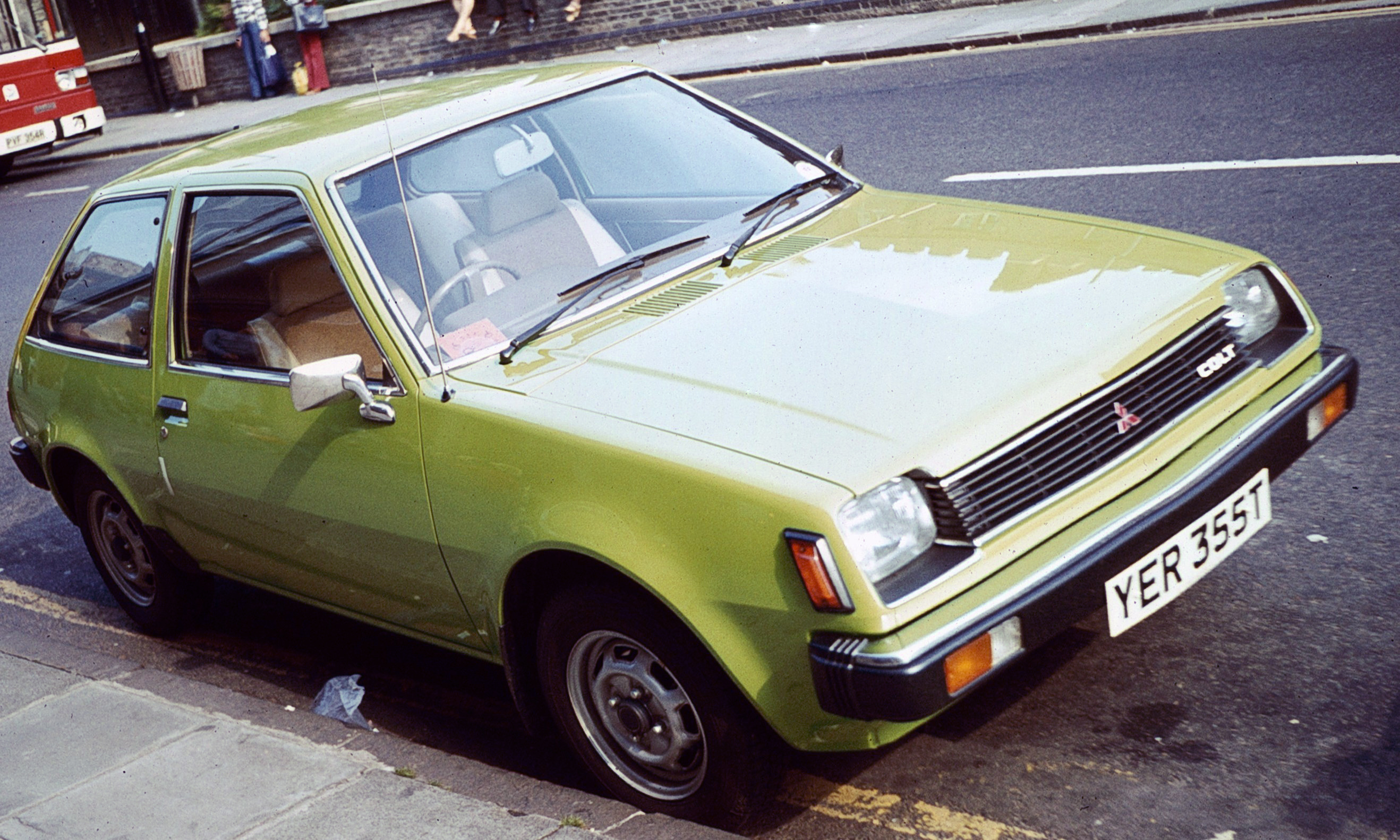
La II serie

La seconda serie (A150) venne introdotta nel 1978. Prima Mitsubishi a trazione anteriore, vantava anche l'innovativa trasmissione Mitsubishi Super Shift: un cambio a quattro rapporti con a fianco una seconda leva che permetteva di sdoppiare le marce e scegliere tra una gamma di marce più lente e una di marce più veloci.
Sostanzialmente permetteva di disporre di ben otto rapporti.

## Terza serie (C50) (1987-1991)

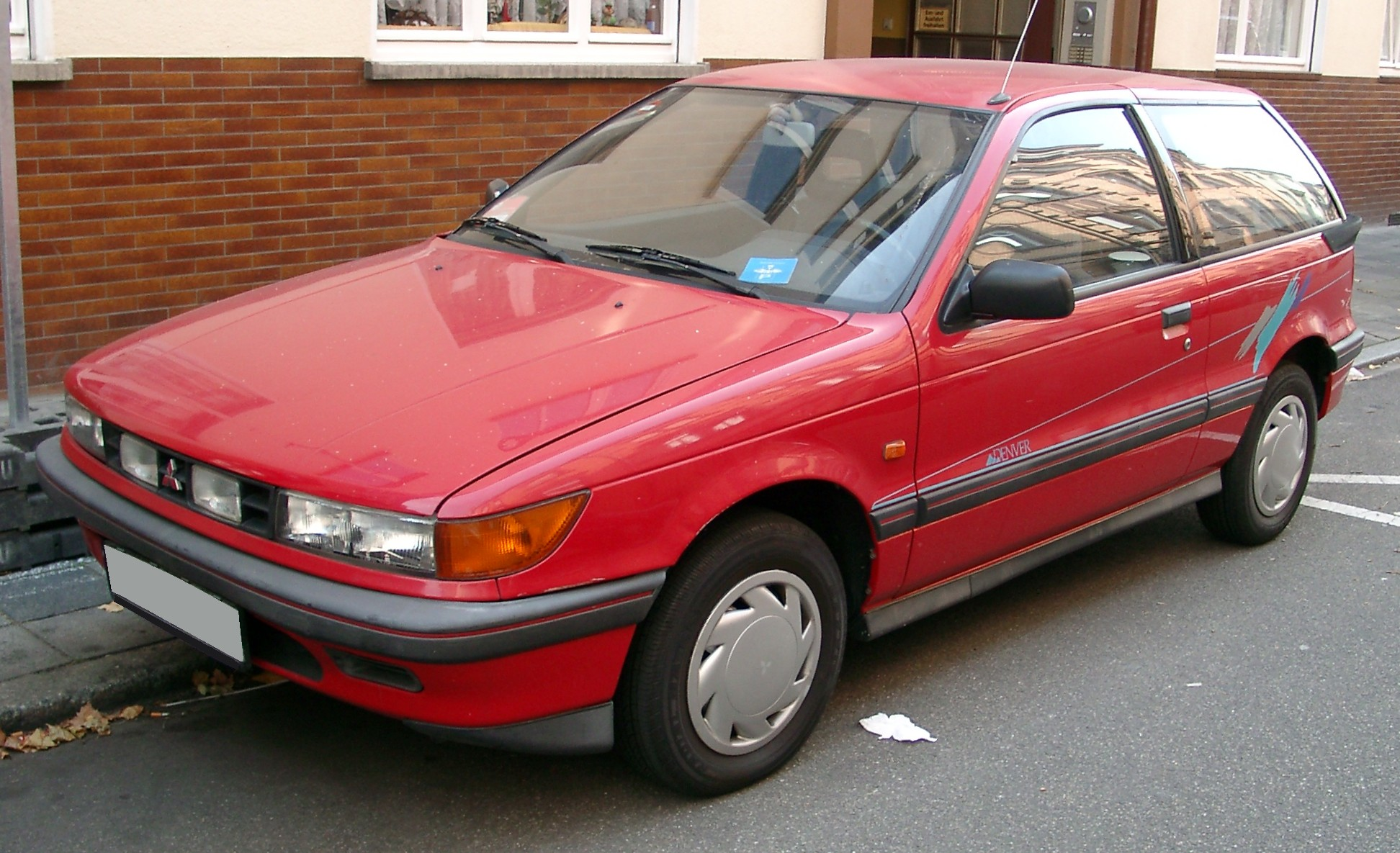
La Colt III serie

La produzione della terza serie di Mitsubishi Colt è cominciata nel 1987 ed è terminata nel 1991.
La Colt terza serie era una compatta tre porte disponibile con quattro motori, un 1.3 da 70 CV (C51A), un 1.5 da 75 CV (C52A), un 1.6 da 160 CV (DOHC), un 1.6 da 124 CV (C53A), un 1.8 da 90 CV (C54A) ed un 1.8 16V da 136 CV (C58A).

## Quarta serie (CAO) (1991-1995)

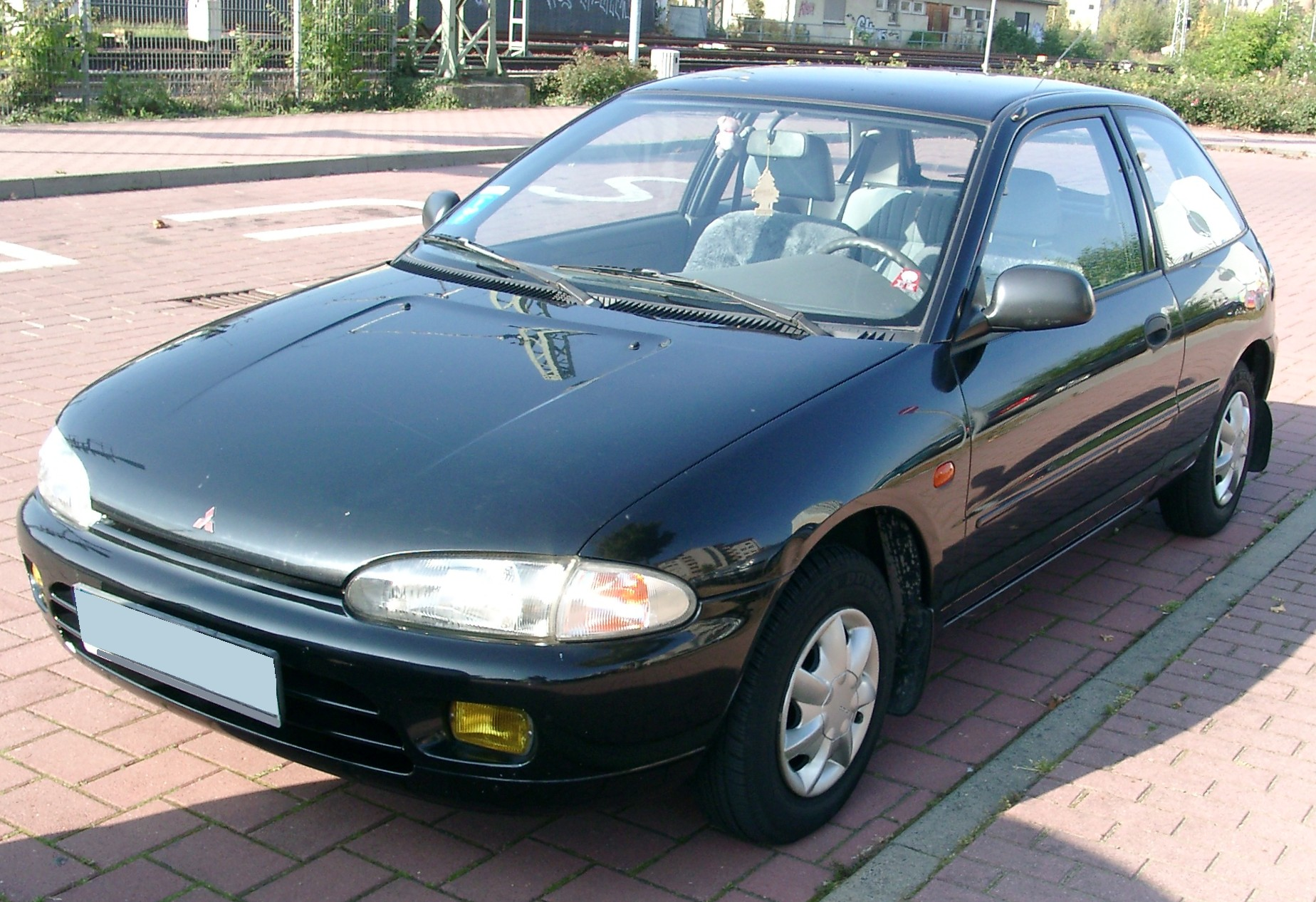
La Colt quarta serie

La produzione della quarta serie è cominciata nel 1991, ed è terminata nel 1995. In alcuni paesi è stata venduta fino al 1997.
Era lunga 3960 mm, larga 1690 mm, alta 1370 mm e con peso poco superiore a 1000 kg. La carrozzeria era disponibile solo in versione 3 porte per l'Italia.
I motori disponibili erano tre e solo a benzina. Era omologata per la norma antinquinamento euro 1.
| Modello     | Codice motore | Cilindrata (cm³) | Potenza kW/CV | Velocità max |
| ----------- | ------------- | ---------------- | ------------- | ------------ |
| 1.3i 12V GL | 4G13          | 1299             | 55/75         | 170 km/h     |
| 1.6i 16V GL | 4G92          | 1597             | 83/113        | 190 km/h     |
| 1.8i 16V GT | 4G93          | 1834             | 103/140       | 205 km/h     |

## Quinta serie (CJO) (1995-2001)

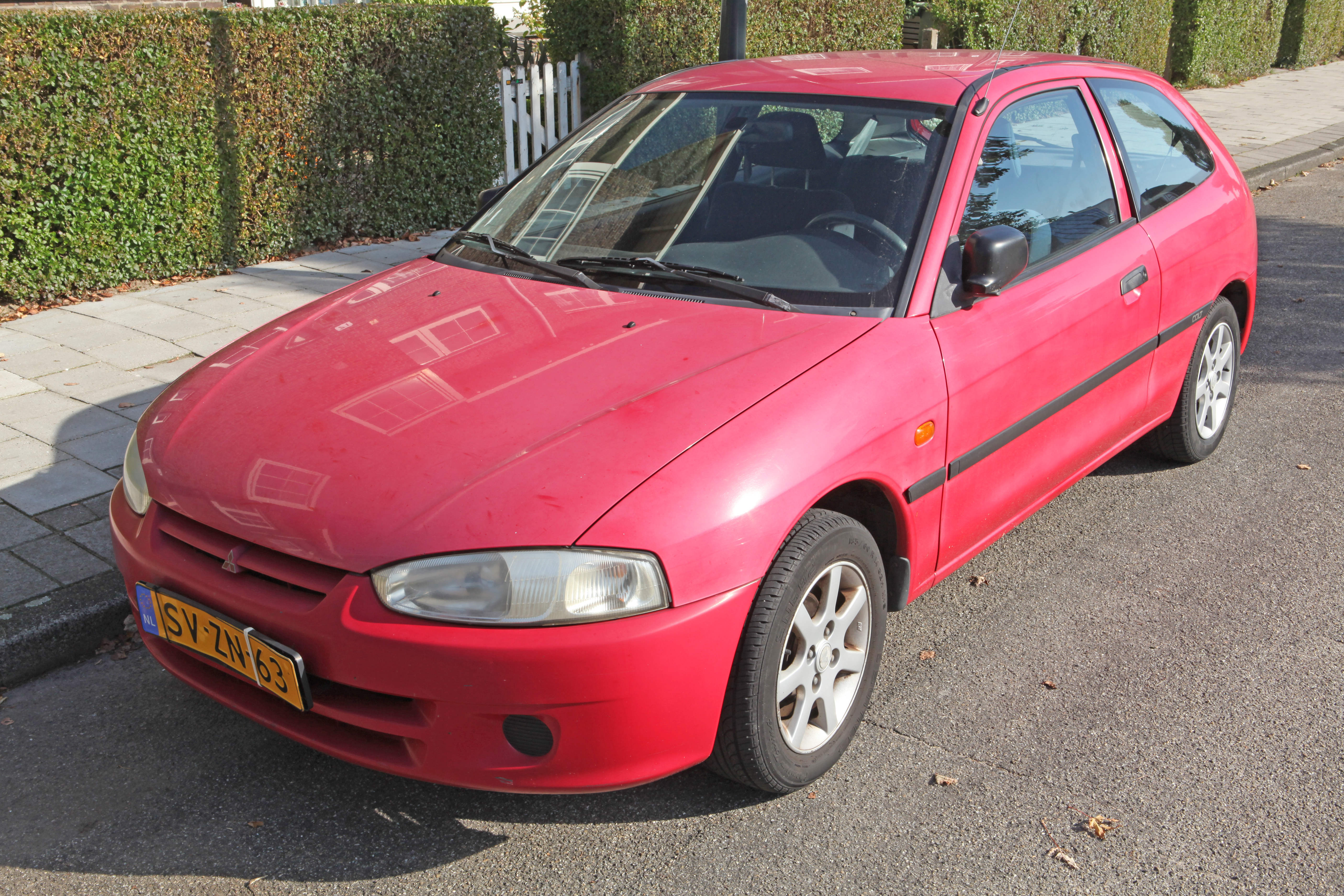
La Colt V serie del 1998

La produzione della quinta serie è cominciata nel 1995 ed è terminata nel 2001. Era lunga 3880 mm, larga 1680 e alta 1370. In Italia era disponibile solo con due motori, entrambi a benzina.
| Modello      | Cilindrata (cm³) | Potenza kW/CV | Velocità max |
| ------------ | ---------------- | ------------- | ------------ |
| 1.3i 12V GL  | 1299             | 55/75         | 170 km/h     |
| 1.6i 16V GLX | 1597             | 66/90         | 185 km/h     |

## Sesta serie (Z30) (2004-2012)

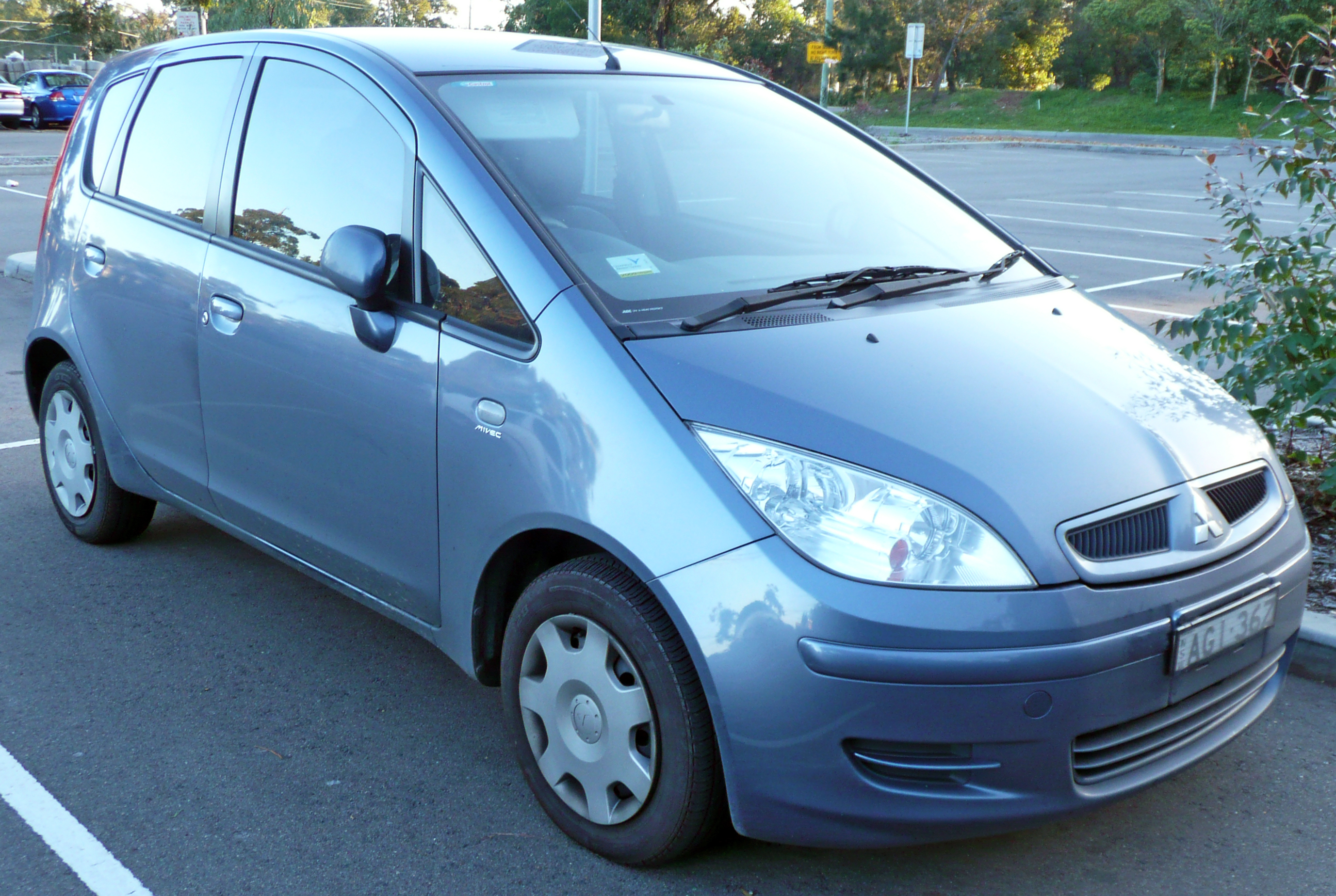
Una Colt VI serie

La sesta serie, costruita sulla base del prototipo Sup presentato al Salone di Tokyo del 2001, è entrata in produzione nel 2004. La versione a 5 porte ha una linea da monovolume. Successivamente è stata presentata la versione 3 porte, denominata CZ3 disponibile anche in versione turbo. 

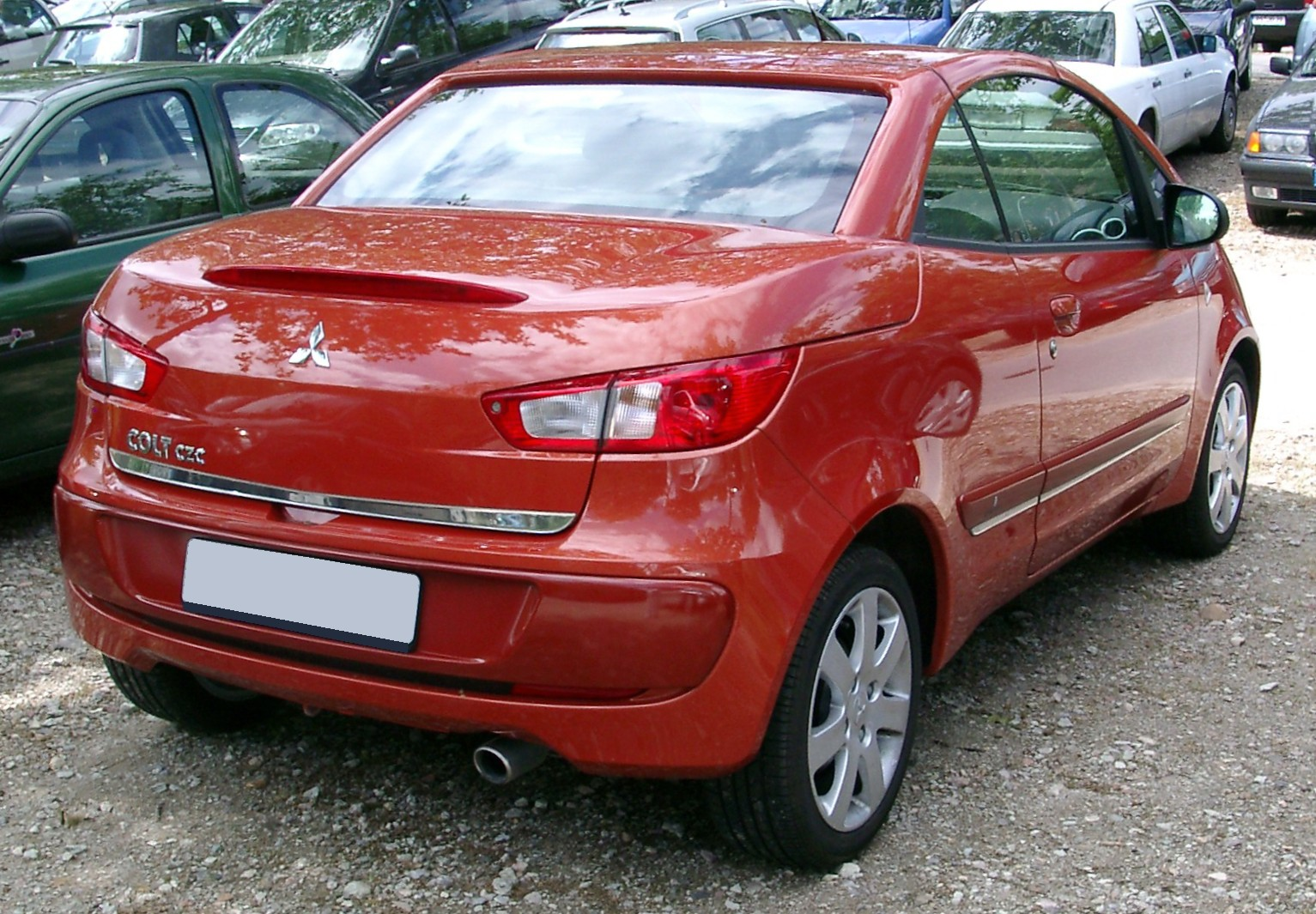
Mitsubishi Colt CZC

La versione cabriolet denominata Colt CZC possiede il tetto in metallo retraibile il cui sistema di apertura della capote è stato progettato da Pininfarina la quale si occupava dell’intera produzione della vettura nello stabilimento di Torino. È stata assemblata fino al Luglio 2008. 

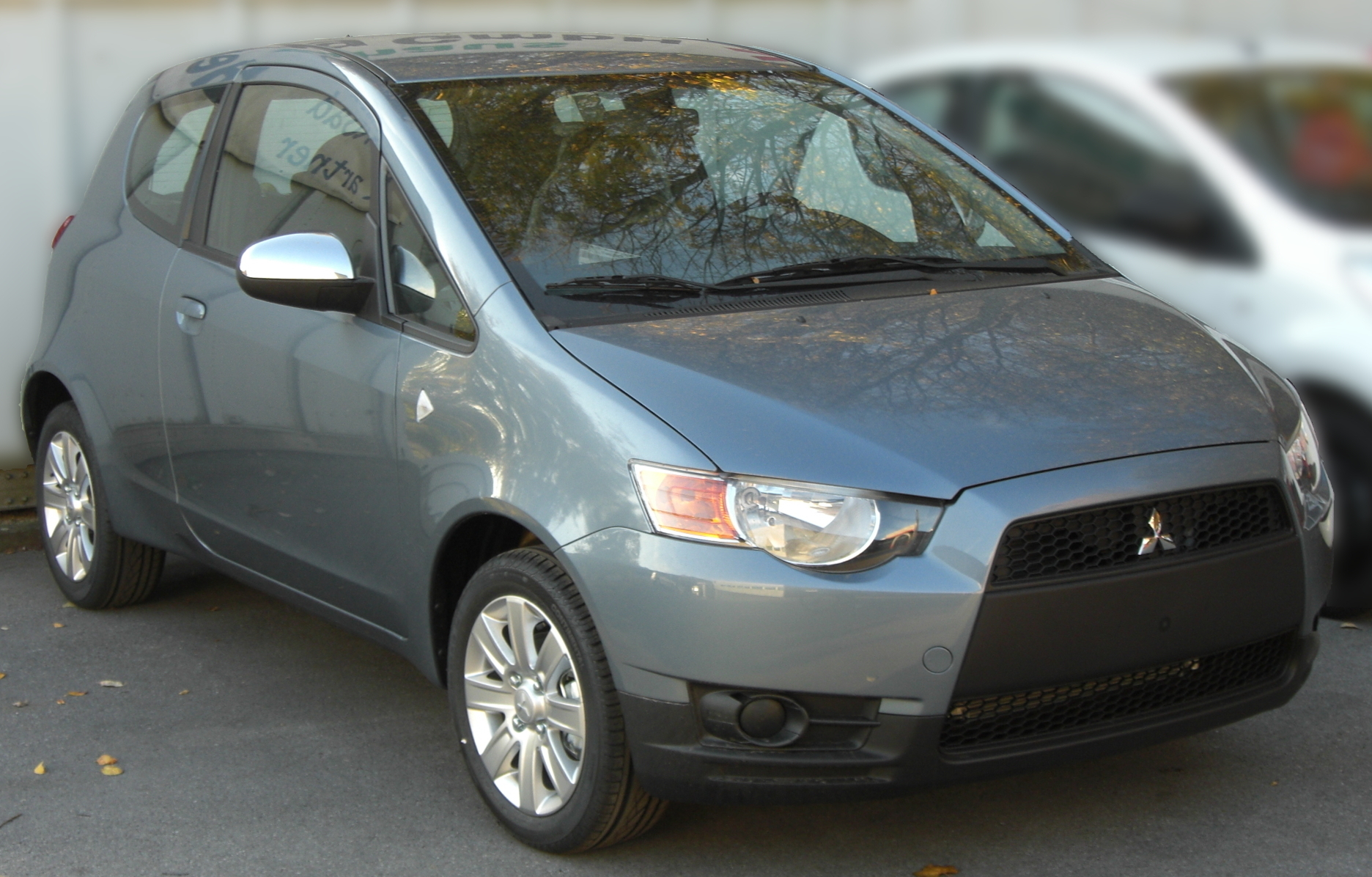
Colt VI serie restyling (2008)

La Mitsubishi Colt EV è una versione elettrica della sesta serie, con motori elettrici montati nelle ruote e batterie al litio.
Nel 2005 è stata sottoposta ai crash test dell'EuroNCAP realizzando il punteggio di 4 stelle per la sicurezza automobilistica.
Nel gennaio 2008 ha subito un facelift ed è diventata disponibile la versione Bi-fuel (benzina e GPL), mentre al Salone Internazionale di Parigi (dello stesso anno) è stata mostrata la Colt 2009 in versione ristilizzata con un frontale simile all'ultima generazione di Mitsubishi Lancer. Altre modifiche riguardano i propulsori più puliti, e la motorizzazione diesel pensionata a causa delle scarse richieste.
Per il mercato giapponese e taiwanese la Colt viene prodotta anche in una versione monovolume a tetto rialzato denominata Colt Plus.

### Motorizzazioni
| Modello                | Alimentazione | Cilindrata (cm³) | Potenza kW/CV | Emissioni CO2 (g/Km) | 0–100 km/h (secondi) | Velocità max (Km/h) |
| ---------------------- | ------------- | ---------------- | ------------- | -------------------- | -------------------- | ------------------- |
| 1.1 12V                | Benzina       | 1124             | 55/75         | 130                  | 12.8                 | 165                 |
| 1.1 12V GPL (dal 2008) | Benzina / GPL | 1124             | 55/75         | 118                  | 12,9                 | 163                 |
| 1.3 16V                | Benzina       | 1332             | 70/95         | 138                  | 11,1                 | 180                 |
| 1.5 16V                | Benzina       | 1499             | 80/109        | 148                  | 10                   | 190                 |
| 1.5 16V Turbo          | Benzina       | 1468             | 110/150       | 161                  | 8                    | 210                 |
| 1.5 DI-D               | Diesel        | 1493             | 70/95         | 126                  | 9,9                  | 180                 |

## Settima serie (dal 2023)

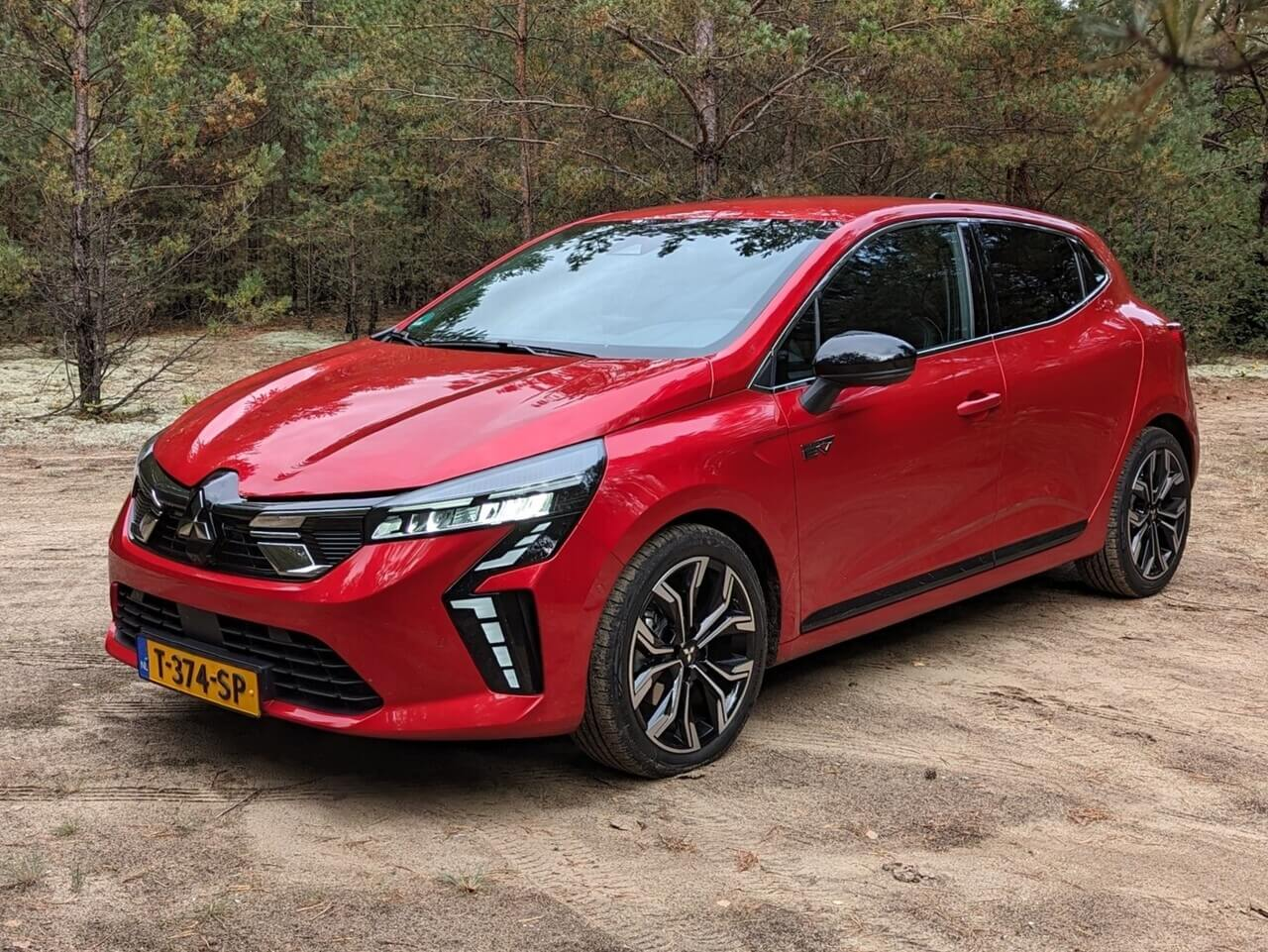
Una Colt VII serie, derivata dalla Renault Clio V restyling

Nel 2022 viene annunciato un accordo con Renault per la realizzazione della nuova Mitsubishi Colt, commercializzata dal 2023 e basata sul restyling della Renault Clio V (che risulta sostanzialmente identica, con l'eccezione del marchio e di pochi dettagli).